# Aeolian-Skinner

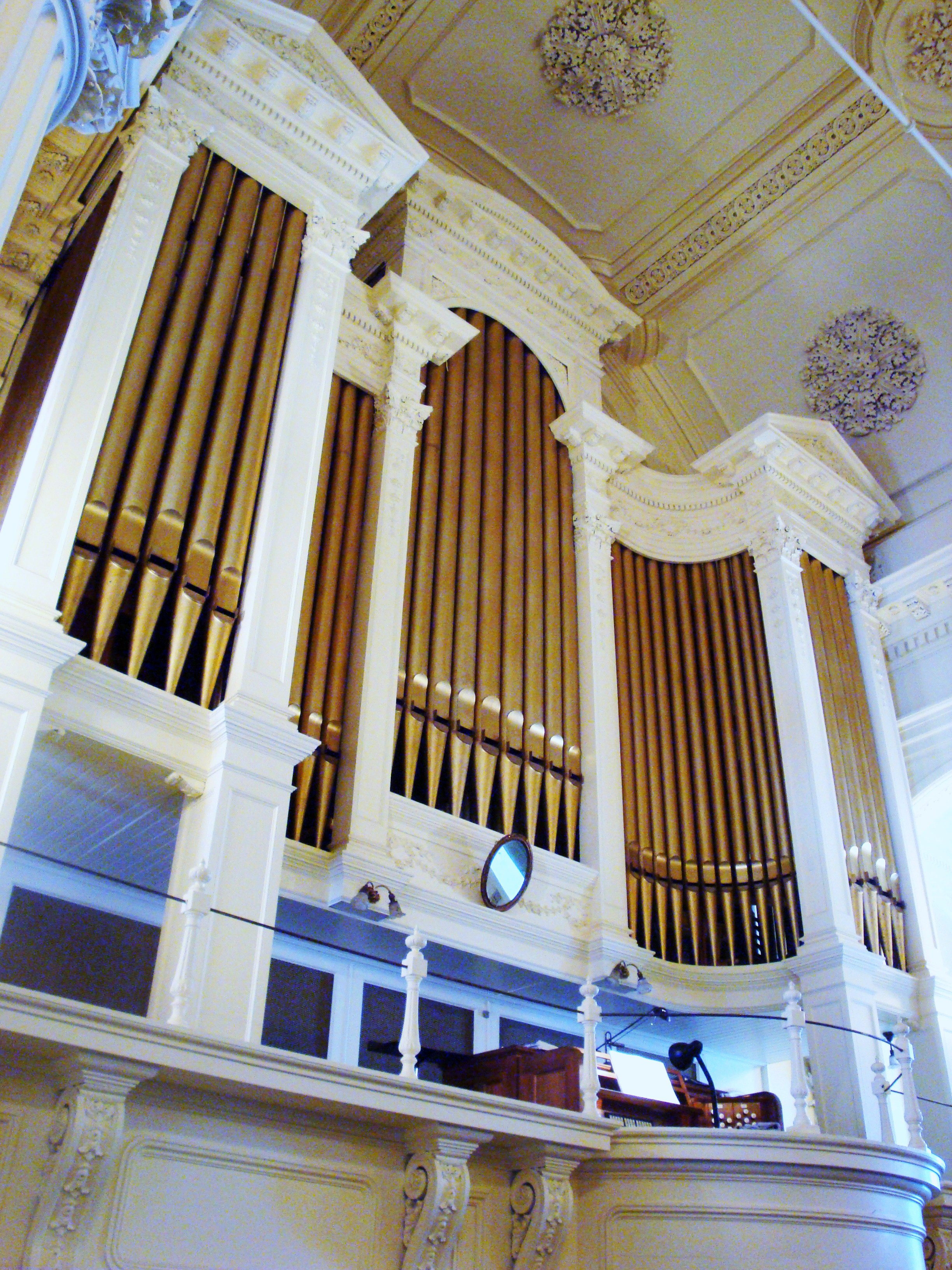
Órgão da Aeolian-Skinner em Arlington Street Church, Boston, Massachusetts

A Æolian-Skinner Organ Company, Inc. de Boston, Massachusetts, foi uma construtora americana de um grande número de órgãos de tubos desde a sua criação como a Skinner Organ Company em 1901 até seu fechamento em 1972. Suas principais figuras foram Ernest M. Skinner (1866-1960 Arthur Hudson Marks (1875-1939), Joseph Silver Whiteford (1921-1978) e G. Donald Harrison (1889-1956). A empresa foi formada a partir da fusão da Skinner Organ Company e da divisão de órgão de tubos da Companhia Eólica em 1932.

## Período Skinner
A Skinner & Cole Company foi formada em 1902 como uma parceria entre Ernest Skinner e Cole, outro ex-funcionário da Hutchings-Votey. Em 1904, a parceria havia se dissolvido e o "Ernest M. Skinner & Company" comprou os ativos de Skinner e Cole, na forma do contrato para a Igreja Evangélica Luterana da Santíssima Trindade em Nova Iorque da antiga empresa por US$ 1.
Entre 1904 e 1910, a empresa produziu aproximadamente 30 instrumentos, incluindo vários novos instrumentos do design de Skinner, na faixa de tamanho de 60 a 80 pontos.
Em 1912, a empresa havia aperfeiçoado o "Pitman Windchest" para um estado de elegância técnica simples (uma "caixa de vento" é a caixa grande, normalmente construída de madeira, sobre a qual os tubos de produção de som são "plantados", e que contém as válvulas e mecanismos que controlam o suprimento de vento para os canos) para ser mantido constantemente pressurizado, diretamente nas válvulas localizadas abaixo de cada um dos milhares de tubos, o que aumenta a capacidade de resposta ao jogador, e elimina o ruído e outros problemas encontrados com os baús estilo "Ventil", que aplicam vento somente quando uma parada é desenhado. Praticamente todos os principais construtores de órgãos de ação eletropneumáticos, incluindo MP Möller, WW Kimball (ambas as empresas agora extintas), Schantz e Reuter, usam algum tipo de quebra-vento Pitman até hoje, embora a maioria só recentemente tenha começado a dar crédito a Skinner. o design e os refinamentos subsequentes que o tornam um benchmark do setor.
Skinner também desenvolveu e aperfeiçoou numerosas partes das "ações" dos instrumentos, assim como o Whiffletree Shade Motor, um dispositivo mecânico que move as tonalidades de expressão em um movimento suave e fluido sem o "slam" que freqüentemente acompanha os controles mecânicos de sombreamento. . Isso permitiu que os instrumentos fornecessem um controle rápido e responsivo dos níveis de expressão (volume) das diferentes partes do instrumento.
Em 1914, a empresa Skinner Organ Factory mudou-se para um novo edifício fabril no bairro de Dorchester, em Boston, na Crescent Avenue e na Sydney Street.

## Período de Harrison
G. Donald Harrison juntou-se à firma Skinner em julho de 1927, e aos poucos começou a influenciar como os órgãos de Skinner eram construídos. Depois de vários anos de conflito entre Ernest Skinner e Arthur Marks, Harrison foi nomeado Vice-Presidente e Diretor Tonal de Æolian-Skinner em 1933. A filosofia tonal da empresa continuou a mudar dos instrumentos orquestrais de estilo romântico construídos sob a direção de Skinner para um estilo classicamente eclético. Os organistas começaram a olhar para o passado para encontrar uma direção para o futuro e, ao fazê-lo, descobriram que estavam de acordo com as ideias que estavam sendo desenvolvidas por Harrison. Essas ideias incluíam o fornecimento de diapasões de menor escala, juntamente com paradas de mutação mais alta e mais alta no lugar de diapasões de uníssono de grande escala, palhetas de cor e flautas.
Durante o mandato de Harrison de 1933 até sua morte em 1956 (enquanto fazia o acabamento tonal no órgão na St. Thomas Church, Nova Iorque, que foi completado por Arthur Birchall após a morte de Harrison), o design tonal dos órgãos Æolianos-Skinner mudou muito negócio, mas reteve e aperfeiçoou muitas das inovações mecânicas de Ernest Skinner. A empresa usou o pára-brisas Pitman de Skinner, por exemplo, ao longo de sua existência. Também os detalhes de alta qualidade e design diferenciado do console Æolian-Skinner foram preservados.
Instrumentos notáveis construídos ou reconstruídos durante o período de Harrison incluem (data, consoles / filas):
- New Haven, Connecticut: Igreja da Trindade no Verde (1935, III / 78)
- Boston, Massachusetts: Igreja do Advento (1935, III / 77)
- Minneapolis, Minnesota: Northrop Auditorium Opus 892C (1936, IV / 102)
- Groton, Massachusetts: Groton School (1935, III / 95)
- São Francisco, Califórnia: Grace Cathedral Opus 910 (1933, IV / 125)
- Nova Iorque, Nova Iorque: Igreja de Santa Maria a Virgem (1942, IV / 76)
- Salt Lake City, Utah: Tabernáculo Mórmon (1948, V / 204)
- Igreja Episcopal de São Marcos, Mt. Kisco, Nova Iorque (1949)[4]
- Boston, Massachusetts: Symphony Hall (1950, IV / 80)
- Boston, Massachusetts: A Primeira Igreja de Cristo, Cientista Opus 1203 (1952, IV / 241)[5]
- Jacksonville, Illinois: MacMurray College Annie Merner Capela (1952 Opus 1150, IV / 59) - G. Donald Harrison "assinatura" órgão
- Nova Iorque, Nova Iorque: Catedral de São João o Divino (1954, IV / 141)
- Ithaca, Nova Iorque: Cornell University Sage Chapel (1940, III / 69)
- Rock Hill, Carolina do Sul: Universidade Winthrop Opus 1257 (1955, IV / 78)
- Rochester, Minnesota: capela do St Marys Hospital (1932)[6]
- Seymour, Connecticut: Igreja Congregacional Seymour, Opus 1262 (1955)[7]

## Período de Whiteford
Após a morte de Harrison, em junho de 1956, o ex-vice-presidente Joseph S. Whiteford foi nomeado presidente. Whiteford ingressou na empresa em 1948 e se distinguiu por meio de pesquisa no campo da acústica musical no que se refere à música sacra. Sob sua direção, Æolian-Skinner construiu órgãos de tubos para cinco das principais orquestras sinfônicas dos Estados Unidos. Seu amor pela música vocal levou-o a enfatizar o papel do órgão no acompanhamento do canto. Ele tinha uma personalidade carismática que se adequava bem ao prestígio do nome Æoliano-Skinner. De fato, seu envolvimento pessoal garantiu contratos importantes que foram diretamente comissionados sem licitações concorrentes. Seu trabalho tonal não foi isento de críticas, inclusive de dentro da empresa - por exemplo, a infelicidade de Donald Gillett com o "quarteto de cordas Greats" de Whiteford. Para mais informações, veja o livro do Dr. Charles Callahan, Aeolian-Skinner Remembered.
Instrumentos notáveis do período de Whiteford incluem:
- Detroit: Auditorium de Ford (1957, III / 71). Atualmente desmontado. O teatro será demolido. O órgão será instalado na Igreja Católica St. Aloysius, no centro de Detroit.
- Westminster, Maryland: Capela do Memorial de Baker (1958)[8]
- Independence, Missouri: Auditório RLDS (1959, IV / 113)
- Honolulu: Catedral de Santo André (1960, IV / 72)
- Ypsilanti, Michigan: Eastern Michigan University Pease Auditorium (1960). Ainda em pleno funcionamento e usado para performances regulares.[9]
- Cidade de Nova Iorque: Church of the Epiphany (1962)[10]
- Atlanta: Catedral de São Filipe (1962, IV / 98)
- Nova Iorque: Lincoln Center, Philharmonic Hall (1963, IV / 98). Removido e incorporado ao órgão da Catedral de Cristal (agora Catedral de Cristo), Garden Grove, Califórnia.

Após a renúncia de Whiteford em 1966, John J. Tyrell, Donald M. Gillett e Robert L. Sipe serviram como presidente até a empresa cessar suas operações em 1972.

## Registros da Aeolian-Skinner
A partir de 1954, Aeolian-Skinner produziu uma série de discos de LP intitulados The King of Instruments . Estes LPs são dedicados ao tom e à história do órgão moderno. Volume 1, The American Classic Organ, contém uma discussão descritiva escrita em ambos os lados da capa de LP por Tyler Turner e Joseph Whiteford sobre os primórdios do órgão clássico americano. As cinco seções registradas no registro, com G. Donald Harrison como narrador descrevendo as cinco seleções, são "I-Princípios", "II-Flautas", "III-Cordas", "IV-Juncos" e "V-Misturas". e mutações ". Demonstrações de órgãos vêm dos órgãos eólicos-Skinner de St. John the Divine, Symphony Hall, Catedral de St. Paul (Boston) e First Presbyterian Church, Kilgore, Texas.
- Volume 1: "O Órgão Clássico Americano"
- Volume 2: "Literatura de Órgãos - Bach para Langlais"
- Volume 3: "Recital de Órgão" - Robert Owen, Christ Church; Bronxville, Nova Iorque
- Volume 4: Edgar Hilliar em St. Mark's; Monte Kisco, Nova Iorque
- Volume 5: "Música de Richard Purvis" - Catedral da Graça; São Francisco, Califórnia
- Volume 6: "A Catedral de São João, o Divino" Alec Wyton-organista
- Volume 7 "Marilyn Mason in Recital" Capela de São João; Groton, Massachusetts
- Volume 8: "Norman Coke-Jephcott em St. John the Divine
- Volume 9: "A Igreja Matriz; Boston, Massachusetts" - Ruth Barrett Phelps
- Volume 10: "Música da Igreja" - recital de órgão e coro na 1.ª Igreja Presbiteriana em Kilgore, Texas
- Volume 11: "Henry Hokans em Todos os Santos" (Worcester, Massachusetts)
- Volume 12: "Pierre Cochereau no Symphony Hall" (Boston, Massachusetts
- AS313: "Música de órgão e solos vocais" - Ruth Barrett Phelps e Frederick Jagel, tenor, na Igreja Matriz de Boston
- AS315: "Catharine Crozier Programme I" - Auditório RLDS, Independence, Missouri
- AS316: "Catharine Crozier Program II" - RLDS Aufitorium, Independence, Missouri
- AS317: "Phillip Steinhaus" - órgão da Igreja de Todos os Santos, Pontiac, Michigan
- AS318: "Dois Órgãos Grandes" Albert Russell, órgãos do Philharmonic Hall, Nova Iorque, e Asylum Hill Cong. Igreja, hartford, connecticut
- AS319: "Durquiuté Requiem" Albert Russell e coro
- AS320: "John Weaver tocando Liszt e Mozart" - Igreja Luterana da Santíssima Trindade, Nova Iorque
- AS322: "Maurice e Marie-Madeleine Duruflé" - órgão da Catedral da Igreja de Cristo, St. Louis, Missouri
- AS323: "Ronald Arnatt" - órgão da Catedral da Igreja de Cristo, St. Louis, Missouri
- AS325: "Clyde Holloway" - órgão da Igreja Presbiteriana Nacional, Washington, DC
- AS327: "Robert Anderson em um programa de música do século XX" - órgão da Congregação Luterana Zumbro, em Rochester, Minnesota
- AS328: "Robert Anderson em um programa de música do século XIX" - órgão da Congregação Luterana Zumbro, em Rochester, Minnesota
- AS329: "Robert Anderson em um programa de música do século XVIII" - órgão da Congregação Luterana Zumbro, em Rochester, Minnesota
- AS 306: Ruth Phelps na Igreja Matriz; Boston, Massachusetts
- AS 322: Maurice e Marie-Madeleine Duruflé na Christ Church Cathedral; St. Louis, Missouri
- AS 326: Alexander Boggs Ryan na Catedral de Cristo Rei; Kalamazoo, Michigan
- ASC 501: "Dois Órgãos Grandes" Albert Russell, órgãos do Philharmonic Hall, Nova Iorque, e Asylum Hill Cong. Igreja, hartford, connecticut, (Ampex, reel-to-reel, tape)
- ASC 502: Catherine Crozier no Auditório RLDS, Independence MO (No. 1309, 1959) - Programa I (Reubke, Langlais, Roger-Ducasse, Alain) (fita Ampex Reel-to-Reel)
- ASC 503: Catherine Crozier no Auditório RLDS (Comunidade de Cristo); Independência Missouri (Ampex Reel-to-Reel Tape)